# Первинна чорна діра
Первинна чорна діра — це гіпотетичний тип чорної діри, яка утворилась під час неоднорідної фази високої щільності Великого вибуху внаслідок гравітаційного колапсу важливих флуктуацій щільності. Концепція була вперше запропонована 1971 року Стівеном Гокінгом, який висунув ідею, що можуть існувати чорні діри менші за зоряну масу, і які відповідно не утворені внаслідок зоряного гравітаційного колапсу. Було запропоновано декілька механізмів утворення неоднорідностей при походженні первинних чорних дір — такі як космічна інфляція, повторне нагрівання чи фазовий перехід.
В залежності від моделі, первинні чорні діри можуть мати початкові маси від 10−8 кг (так звані релікти Планка) до більше ніж тисячі мас Сонця. Однак первинні чорні діри з масою менше 1011 кг випарувались би (внаслідок випромінення Гокінга) за час, значно коротший віку Всесвіту, а отже не могли вціліти у сучасному Всесвіті. Виключенням з цього обмеження є релікти Планка, які врешті-решт можуть бути стабільними. Поширеність первинних чорних дір могла б бути так само важливою, як і темної матерії, ймовірним кандидатом на яку вони є. Первинні чорні діри також є хорошим кандидатом у зародки надмасивних чорних дір у центрах галактичних скупчень та для чорних дір середньої маси.
Первинні чорні діри належать до класу масивних компактних об'єктів гало (англ. massive compact halo objects, MACHO). За природою вони є хорорим кандидатом у темну матерію: вони є (майже) неможливими до зіткнення та стабільними (якщо достатньо масивні), мають нерелятивістські швидкості та формуються дуже рано в історії Всесвіту (переважно менше ніж через одну секунду після Великого вибуху). Однак різні астрофізичні та космологічні спостереження встановили вузькі ліміти на їх поширеність, тому зараз вважається малоймовірним в межах найбільш ймовірного діапазону мас, що вони можуть суттєво впливати на пояснення темної матерії.
У березні 2016 року, через місяць після оголошення про фіксацію Advanced LIGO/VIRGO гравітаційних хвиль, які були випромінені злиттям двох чорних дір масами по 30 мас Сонця (бл. 6 × 1031 кг), три групи дослідників незалежно запропонували, что зафіксовані чорні діри були первинними. Дві з них виявили, що швидкості злиття, про які повідомляв LIGO, відповідають сценарію, в якому вся темна матерія складається з первинних чорних дір, якщо не незначно мала частина їх якимсь чином скупчена у таких слабких гало як у тьмяних карликових галактик чи кулястих скупчень, як очікується стандартною теорією формування космічної структури. Третя група стверджувала, що ці швидкості злиття не відповідали сценарію повністю-темної матерії і що первинні чорні діри можуть складати лише менше одного відсотка всієї темної матерії. Неочікувано велика маса чорних дір, виявлених LIGO, сильно відновила інтерес до первинних чорних дір з масами від 1 до 100 сонячних. Однак досі не ясно та обговорюється, чи цей діапазон виключається або ні іншими спостереженнями, такими як відсутність мікролінзування зір, аністропії реліктового випромінювання, розмір тьмяних карликових галактик та відсутність кореляції між рентгенівськими та радіоджерелами у напрямку галактичного центру.
У травні 2016 року Александр Кашлінський припустив, що спостережувані просторові кореляції у невизначених гамма- та рентгенівських фонових випромінюваннях можуть бути від первинних чорних дір схожих мас, якщо їх поширеність порівнювана з поширеністю темної матерії.

## Утворення
Первинні чорні діри могли сформуватися у дуже ранньому Всесвіті(менше ніж одна секунда після Великого вибуху), під час так званої ери домінуванн випромінення. Необхідним елементом для формування первинної чорної діри є флуктуація у щільності Всесвіті, яка спричиняє її гравітаційний колапс. Передбачається, що для утворення чорної діри різниця у щільності мала бути {\displaystyle \delta \rho /\rho \sim 0.1} (де {\displaystyle \rho } — щільність Всесвіту). Відомо декілька механізмів, які можуть створити таку неоднорідність у контексті космічної інфляції (у моделях гібридної інфляції, наприклад аксіонна інфляція, …), повторного нагрівання чи космологічних фазових переходів.

## Наслідки
Випаровування первинних чорних дір було запропоновано як одне з можливих пояснень гамма-спалахів. Інші проблеми, для яких можливим рішенням запропоновані первинні чорні діри, включають проблему темної матерії, космологічну проблемі границі домену та космологічну проблему монополя. Оскільки первинні чорні діри не обов'язково повинні бути малими (і можуть мати будь-який розмір), вони також могли сприяти більш пізньому утворенню галактик.
Навіть якщо вони не вирішують цих проблем, низька кількість первинних чорних дір (на 2010 рік було підтверджено лише дві чорних діри середньої маси) допомагає космологам встановити обмеження на спектр флуктуацій щільності у ранньому Всесвіті.

## Теорія струн
Загальна теорія відносності передбачає, що найменші первинні чорні діри вже мали б випаруватися до поточного часу, але якщо існує чотиривимірний простір – передбачений теорією струн – він має впливати на те, як гравітація діє у малих масштабах та «суттєво уповільнювати випаровування». Це може означати декілька тисяч чорних дір у нашій галактиці. Для тестування цієї теорії, науковці планують використати інструмент Фермі на супутнику GLAST, запущеному на орбіті NASA у червні 2008 р. Якщо вони побачать специфічні патерни зміни в гамма-спалахах, це може бути першим непрямим свідченням на користь первинних чорних дір та теорії струн.

## Обмеження у спостереженні і стратегії виявлення
Ряд спостережень був проінтерпретований таким чином, що накладає обмеження на поширеність і маси первинних чорних дір:
- Тривалість життя, випромінення Гокінга та гамма-промені: Одним зі шляхів виявити первинні чорні діри або обмежити їх маси та поширеність є їх випромінювання Гокінга. Стівен Гокінг 1974 року висунув теорію, що великі кількості таких малих первинних чорних дір можуть існувати у Чумацькому Шляху, а саме у регіоні гало. Вважається, що всі чорні діри випромінюють випромінення Гокінга зі швидкістю, обернено пропорційній їх масі. Оскільки таке випромінення зменшує їх масу, чорні діри дуже малих мас матимуть неконтрольоване випаровування, що має створити великий сплеск випромінення у фінальній фазі, еквівалентний вибуху водневої бомби у мільйони мегатон.[12] Звичайна чорна діра (бл. 3 мас Сонця) не може втратити всю свою масу за поточний вік Всесвіту (їй потрібно бл. 1069 років для цього, навіть без падіння на чорну діру додаткової речовини). Але, оскільки первинні чорні діри утворені не з колапсу ядра зорі, вони можуть бути будь-якого розміру. Чорна діра з масою бл. 1011 кг мала б тривалість існування десь рівну поточному віку Всесвіту. Якщо такі маломасивні чорні діри утворились під час Великого вибуху у достатній кількості, ми повинні спостерігати вибухи якихось з них відносно неподалік від нас у Чумацькому Шляху. Супутник NASA GLAST, запущений у червні 2008, частково був призначений для пошуку таких первинних чорних дір, що випаровуються. Дані експерименту Фермі цього супутника встановили ліміт, що менше одного відсотка темної матерії може складатися з первинних чорних дір з масами до 1013 кг. Первинні чорні діри, що випаровуються, також мали б вплив на нуклеосинтез Великого вибуху та змінили поширеність легких елементів у Всесвіті. Але якщо теоретичне випромінювання Гокінга у реальності не існує, пошук у космосі таких первинних чорних дір буде надзвичайно важким, якщо не неможливим, з огляду на їх малий розмір та відсутність великого гравітаційного впливу.
- Лінзування гамма-спалахів: Компактні об'єкти можуть спричиняти зміну у яскравості гамма-спалахів при проходженні близько до їх лінії направленості за рахунок ефекту гравітаційного лінзування. Експеримент «Fermi Gamma-Ray Burst Monitor» виявив, що первинні чорні діри не складати значущу частину темної матерії для їх діапазону мас 5 x 1014 — 1017 кг[13].
- Захоплення первинних чорних дір нейтронними зорями: Якщо первинні чорні діри з масами між 1015 кг та 1022 кг були поширені на рівні темної матерії, нейтронні зорі у кулястих скупченнях повинні були б захопити деякі з них, що призвело б до раптового руйнування зорі.[14] Таким чином спостереження за нейтронними зорями у кулястих скупченнях можна використовувати для встановлення обмеження на поширення первинних чорних дір у Всесвіті.
- Мікролінзування зір: Якщо первинна чорна діра проходить на лінії зору між нами та віддаленими зорями, вона спричиняє візуальне збільшення цих зір за рахунок ефекту гравітаційного лінзування. Спостереження за зоряними величинами зір у Магелланових Хмарах оглядами EROS та MACHO встановило ліміт на поширеність первинних чорних дір для діапазону мас 1023 — 1031 кг. Згідно з цими оглядами, первинні чорні зорі цього діапазону мас не можуть складати суттєву частину темної матерії.[15][16] Однак ці ліміти залежать від моделі. Існує також припущення, що якщо первинні чорні діри згруповані у щільних гало, то обмеження мікролінзування природним чином знімаються.[4]
- Температурні анізотропії у реліктовому випромінюванні: Акреція речовини на первинні чорні діри у ранньому Всесвіті мала б привести до «вприскування» енергії у міжзоряне середовище, що мало б вплинути на історію рекомбінації Всесвіту. Цей ефект впливає на статистичний розподіл анізотопій реліктового випромінювання. Спостереження реліктового випромінювання телескопом Планк виключають, що первинні чорні діри з масами діапазону 100 — 104 мас Сонця можуть складати значущу частину темної матерії,[17] принаймні у найпростішій консервативній моделі. Досі триває суперечка, чи ці обмеження слабші або сильніші у більш реалістичних чи складних сценаріях.

На час виявлення LIGO гравітаційних хвиль, випущених під час остаточного злиття двох чорних дір масами 30 сонячних кожна, діапазон мас між 10 і 100 мас Сонця був лише слабко обмежений. З того часу, нові спостереження стверджують, що закрили це вікно (принаймні для моделей, в яких всі первинні чорні діри мають однакову масу), внаслідок:
- відсутності кореляції між рентгенівськими та оптичними джерелами, які спостерігаються у напрямку галактичного центра[18];
- динамічного нагрівання карликових галактик[19];
- спостережень центрального зоряного скупчення у карликовій галактиці Ерідан II (але ці обмеження можуть бути послаблені, якщо Ерідан II має центральну чорну діру середньої маси, що можна припустити за рядом спостережень).[20] Якщо первинні чорні діри мають широкий розподіл мас, цих обмежень ще можна уникнути;
- гравітаційного мікролінзування віддалених квазарів ближчими галактиками, що дозволяє лише 20 % галактичної речовини бути у формі компактних об'єктів зоряних мас, і ця величина узгоджується з очікуваною зоряною популяцією.[21]

У майбутньому можуть бути встановлені нові обмеження іншими спостереженнями:
- Радіоантена площею у Квадратний Кілометр буде досліджувати наявність впливу первинних чорних дір на історію реіонізації Всесвіту шляхом «вприскування» енергії у міжгалактичну речовину, викликане акрецією речовини на первинні чорні діри.[22]
- LIGO, VIRGO та майбутні детектори гравітаційних хвиль можуть зафіксувати нові події злиття чорних дір, з яких можна реконструювати розподіл мас первинних чорних дір.[4] Вони також можуть дозволити однозначно розрізняти між первинним чи зоряним походженням, якщо буде зафіксована подія злиття чорних дір з масою менше 1,4 мас Сонця або буде виміряна великий орбітальний ексцентриситет подвійних систем чорних дір[23];
- детектори гравітаційних хвиль, такі як LISA та масиви антени часу обертання пульсарів також будуть досліджувати стохастичну основу гравітаційних хвиль, випущених подвійними системами первинних чорних дір, коли вони все ще обертаються відносно далеко одна від одної[24];
- відкриття нових тьмяних карликових галактик та спостереження їх центрального зоряного скупчення можуть бути використані для тестування гіпотези, що в цих структурах з домінуючою темною матерією поширені первинні чорні діри;
- моніторинг позицій та швидкостей зір Чумацького Шляху може бути використаний для виявлення впливу розташованої неподалік первинної чорної діри;
- було висунуто припущення[25][26], що маленька чорна діра при проходженні крізь Землю створить акустичний сигнал, який можна зафіксувати. З огляду на її мінімальний діаметр, велику масу у порівнянні з нуклоном та відносно велику швидкість, така первинна чорна діра просто пройде крізь Землю практично без перепон з лише декількома зіткненнями з нуклонами і покине Землю без негативних наслідків;
- іншим способом виявлення первинної чорної діри може бути спостереження за хвилями на поверхнях зір. Якщо чорна діра пройшла крізь зорю, її щільність спричинить спостережувані вібрації.[27][28]